# Asztúriai nacionalizmus

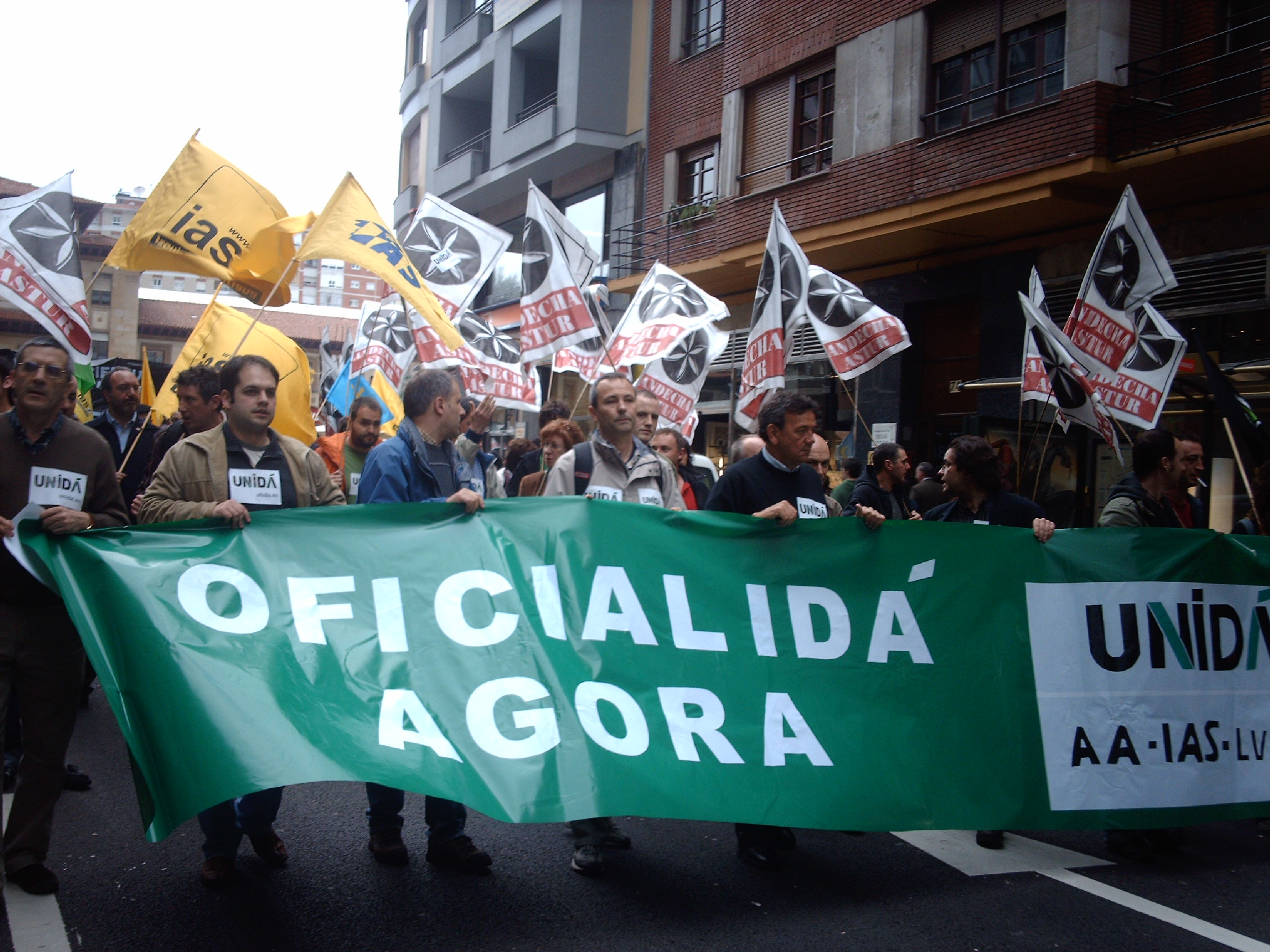
A baloldali Unidá tüntetői 2007-ben

Az asztúriai nacionalizmus (spanyolul: Nacionalismo asturiano, asztúriaiul: Nacionalismu asturianu) vagy aszturianizmus egyike a spanyolországi regionális társadalmi-politikai mozgalmaknak az andalúz, murciai, katalán, gallego vagy baszk nacionalizmus mellett.
Nem elhanyagolható mértékű az asztur nacionalista politikusok jelenléte a régió autonóm parlamentjében és az önkormányzatoknál, ennek ellenére még sincs az aszturianizmusnak intézményi ereje, inkább nevezhető társadalmi mozgalomnak, s nem jellemző rá a szeparatizmus sem.

## Nyelvi kérdés
Az asztúriai nyelvnek nincs hivatalos státusza Asztúriában, jóllehet a régió autonómiatörvénye értelmében különleges védelmet élvez. Az asztúriai nacionalisták programjában a helyi nyelv központi helyet foglal el, s mind a jobb-, mind a baloldali pártok kiállnak mellette. Hevia, a világhírű dudás ugyanakkor politikától mentesen igyekszik képviselni a nyelvet, ezért pártállástól függetlenül csak akkor olvas fel asztúriai nyelven nyilatkozatokat jobb- vagy baloldali politikai rendezvényeken, amennyiben azok tényleg a nyelv érdekében szólalnak fel.

## Az aszturianizmus történelme
A mozgalom gyökerei 1872-ig, az Első Spanyol Köztársaság idejéig mennek vissza. Ekkoriban már kidolgoztak egy autonómia-tervet a régiónak, azonban csak néhány értelmiségi képviselte ekkor az aszturianizmust, az elit előtt a mozgalom akkor még nem lelt legitimációra. A század végére viszont sikerül megerősödnie a mozgalomnak, köszönhetően Gumersindo Laverde filozófus tevékenységének.
A Második Spanyol Köztársaság idején, 1931-ben újrafogalmazták az autonómia-törvényt, s bár a támogatottsága megvolt, de jóváhagyást így sem nyert.
A Franco-diktatúra alatt az aszturianizmust elnyomták. 1976-ben a mozgalom újból kibontakozott, mikor is megalapították az Asztúriai Nemzeti Tanács-ot (Conceyu Nacionalista Astur). A demokratizálódás és Asztúria autonómiájának kihirdetését követően, az 1980-as években megszaporodtak a különböző nacionalista pártok, melyek eltérő céllal és ideológiákkal jöttek létre.
Az 1990-es években több-kevesebb sikerrel megpróbált egy-egy nacionalista frakció koalícióra lépni. Ezen tömörülések a politikai nézeteltérések miatt rövid életűek maradtak.
Ennek ellenére mind a parlamentben, mind a városi és települési önkormányzatoknál jelen vannak a nacionalisták, amely mutatja, hogy támogatást élveznek a lakosság részéről.
Bár a nacionalista frakciók kiállnak amellett, hogy Asztúria egy külön nemzet, külön nyelvvel, mindazonáltal programjaikban nem vagy csak nagyon ritkán esik szó Asztúria esetleges elszakadásáról Spanyolországtól. Elszigetelt esetek viszont voltak és vannak arra, amelyek teljes függetlenséget követelnek a régiónak, esetleg nyomatékosítani akarják azon igényt, hogy az asztúriai nyelv hivatalos státuszt kapjon. Az 1980-as években fennállt az Andecha Obrera elnevezésű asztúria terrorista csoport, amely több robbanásos támadást is művelt.

## Lásd még
- Leóni nacionalizmus